# روبي بيدن
روبي بيدن (بالإنجليزية: Robbie Peden) (مواليد 11 نوفمبر 1973) هو ملاكم أسترالي، مثّل بلاده في الألعاب الأولمبية الصيفية في دورتي 1992 و1996.

## روابط خارجية
روبي بيدن على موقع بوكس ريك (الإنجليزية) (registration required)
- روبي بيدن على موقع اللجنة الأولمبية الدولية (الإنجليزية)
- روبي بيدن على موقع أوليمبيديا (الإنجليزية)
- روبي بيدن على موقع اللجنة الأولمبية الأسترالية (الإنجليزية)
- روبي بيدن على موقع اتحاد ألعاب الكومنولث (مؤرشف) (الإنجليزية)